# Міхаель Грубер
Міхаель Грубер  (нім. Michael Gruber; нар. 5 грудня 1979) — австрійський лижний двоборець, олімпійський чемпіон.

## Виступи на Олімпіадах
| Олімпіада           | Дисципліна | Місце |
| ------------------- | ---------- | ----- |
| Солт-Лейк-Сіті 2002 | командні   | 3     |
| Солт-Лейк-Сіті 2002 | спринт     | 28    |
| Турин 2006          | командні   | 1     |
| Турин 2006          | особисті   | 12    |
| Турин 2006          | спринт     | 13    |